# 黃仁勇
黃仁勇，清朝军事将领，廣東海陽縣（今廣東省潮安县）人。武狀元及第。
黃仁勇於乾隆五十七年（1792年）中壬子科武舉人，嘉慶元年（1796年），登丙辰科一甲第一名武進士（狀元），授頭等侍衛。累官福建金門鎮中軍遊擊。